# Tlalixtlahuacán
Tlalixtlahuacán är en ort i Mexiko.   Den ligger i kommunen Chilapa de Álvarez och delstaten Guerrero, i den södra delen av landet, 220 km söder om huvudstaden Mexico City. Tlalixtlahuacán ligger 1 654 meter över havet och antalet invånare är 589.
Terrängen runt Tlalixtlahuacán är huvudsakligen kuperad, men söderut är den bergig. Runt Tlalixtlahuacán är det ganska glesbefolkat, med 39 invånare per kvadratkilometer. Närmaste större samhälle är Chilapa de Alvarez, 13,5 km norr om Tlalixtlahuacán. I omgivningarna runt Tlalixtlahuacán växer huvudsakligen savannskog.